# Palais Castril
Le palais Castril (également Casa de Castril) est un palais de style Renaissance situé à Sacromonte, un quartier de la ville espagnole de Grenade en Andalousie. Aujourd'hui, il abrite le Musée Archéologique de Grenade.

## Histoire et description
La maison est située dans l'ancien quartier arabe d'Ajsaris, siège de la noblesse grenadine du XVIe siècle. Le palais est l'un des plus beaux palais Renaissance de Grenade et appartenait à la famille d'Hernando de Zafra, secrétaire des Rois catholiques qui ont participé activement à sa reconquête des mains musulmanes pendant la Reconquista.
Au sommet de la façade est inscrite la date de sa fondation : 1539. Cette œuvre a été attribuée à Sebastián de Alcántara, l'un des disciples les plus remarquables de Diego de Siloé. En 1917, le palais Castril fut acquis par l'arabiste et orientaliste Leopoldo Eguílaz y Yanguas pour en faire un emplacement définitif du Musée Archéologique de Grenade. De 1917 à 1941, le bâtiment subit d'importants travaux de restauration et de restructuration pour accueillir le musée, sous la direction de Fernando Wilhelmi Manzano.